# Loxioda ochreifascia
Loxioda ochreifascia là một loài bướm đêm trong họ Noctuidae.